# Im Nayeon (EP)
 (mai 2023).
La mise en forme du texte ne suit pas les recommandations de Wikipédia : il faut le « wikifier ».
Les points d'amélioration suivants sont les cas les plus fréquents. Le détail des points à revoir est peut-être précisé sur la page de discussion.
- Les titres sont pré-formatés par le logiciel. Ils ne sont ni en capitales, ni en gras.
- Le texte ne doit pas être écrit en capitales (les noms de famille non plus), ni en gras, ni en italique, ni en « petit »…
- Le gras n'est utilisé que pour surligner le titre de l'article dans l'introduction, une seule fois.
- L'italique est rarement utilisé : mots en langue étrangère, titres d'œuvres, noms de bateaux, etc.
- Les citations ne sont pas en italique mais en corps de texte normal. Elles sont entourées par des guillemets français : « et ».
- Les listes à puces sont à éviter, des paragraphes rédigés étant largement préférés. Les tableaux sont à réserver à la présentation de données structurées (résultats, etc.).
- Les appels de note de bas de page (petits chiffres en exposant, introduits par l'outil «  Source ») sont à placer entre la fin de phrase et le point final[comme ça].
- Les liens internes (vers d'autres articles de Wikipédia) sont à choisir avec parcimonie. Créez des liens vers des articles approfondissant le sujet. Les termes génériques sans rapport avec le sujet sont à éviter, ainsi que les répétitions de liens vers un même terme.
- Les liens externes sont à placer uniquement dans une section « Liens externes », à la fin de l'article. Ces liens sont à choisir avec parcimonie suivant les règles définies. Si un lien sert de source à l'article, son insertion dans le texte est à faire par les notes de bas de page.
- La présentation des références doit suivre les conventions bibliographiques. Il est recommandé d'utiliser les modèles {{Ouvrage}}, {{Chapitre}}, {{Article}}, {{Lien web}} et/ou {{Bibliographie}}. Le mode d'édition visuel peut mettre en forme automatiquement les références.
- Insérer une infobox (cadre d'informations à droite) n'est pas obligatoire pour parachever la mise en page.

Pour une aide détaillée, merci de consulter Aide:Wikification.
Si vous pensez que ces points ont été résolus, vous pouvez retirer ce bandeau et améliorer la mise en forme d'un autre article.
Singles
1. Pop!
Sortie : 24 juin 2022

Im Nayeon (prononcé en anglais : [|aɪ|m|_|n|ɑː|j|ʌ|n|] eye-m na-yun) est le premier EP solo de la chanteuse sud-coréenne Nayeon originellement du girls group Twice. Il est en partenariat entre l'agences JYP Entertainment et Republic Records le 24 juin 2022,.
L'EP contient sept titres, dont le premier single Pop! en collaboration avec Felix des Stray Kids et Wonstein. Les thèmes de l'album tournent autour de la confiance en soi, le fait de surmonter les difficultés, et lutter contre les angoisses intérieures. D'autres thème sont aborder de manière indirecte ou secondaire comme l'amour et les ruptures tristes.

## Contexte et sortie
Le 19 mai 2022, il est annoncé via les réseaux sociaux de Twice que Nayeon publierait son premier EP, intitulé Im Nayeon, le 24 juin. L'annonce est accompagné d'une image teaser montrant un gros plan de ce qui semble être une table basse, avec des bibelots tels que des bouteilles de vernis à ongles, des bijoux et une tasse de thé. Des détails sur Im Nayeon et sa sortie imminente sont également dévoilés dans les semaines qui suivent, avec le début d'ouverture de précommandes mondiales pour le mini-album à partir du 24 mai.

## Titre et composition
Le titre de l'album, Im Nayeon, est un jeu de mots sur l'orthographe quasi identique du nom de famille de l'artiste Im Na-yeon et la contraction "I'm". Celui-ci dure vingt et une minutes et se compose de sept chansons,. L'EP présente deux apparitions invitées de Felix of Stray Kids et du rappeur sud-coréen Wonstein. Il présente des genres tels que le R&B, la danse, le disco, le jazz et les ballades , même si sont style dominant reste la Pop. Nayeon a travaillé avec de nombreux noms connus du milieu, notamment Jade Thirlwall, Kenzie, LDN Noise, The Stereotypes et l'auteur-compositeur-interprète américain Destiny Rogers,. La première moitié de l'EP est décrite comme "merveilleusement lumineux et colorée", elle s'articule autour d'une ambiance optimiste, comme en témoigne les rythmes dansant et les sons disco-pop. Celle-ci est dotés de paroles parlant de confiance en soi, "glowing happiness in newfound romance," et de l'affirmation de ses propre sentiments. La seconde moitié quant à elle est plus mature, froide et douce, se concentrant davantage sur les genres de la R&B, de jazz et de ballades, avec des paroles qui traitent plutôt des angoisses liés au relation amoureuse, des soucis personnel, du stress, et des ruptures.

### Chansons
Le disque s'ouvre sur le premier single, " Pop! ", décrit comme une chanson qui « évoque les chansons typiques de Twice ». C'est une chanson pop et bubblegum  qui s'inspire des sons du bubblegum de la deuxième génération. K-pop. Elle est caractérisée par des rythmes entrainant, des instruments traditionnels tels que la basse, la guitare et le cor,, mais aussi des notes aiguës et une variété d'ad libs. Ses paroles tournent autour "d'une audacieuse affirmation de sa confiance ". Où la protagoniste chante sa capacité à capturer facilement le cœur de son amant,. Les paroles « ont exploré les sentiments virevoltant d'une romance en utilisant des onomatopées pour dépeindre le cœur d'un prétendant comme une bulle ».
Le deuxième morceau "No Problem" est une collaboration en anglais avec le chanteur Felix de Stray Kids. C'est une chanson disco - pop, décrite comme "une chanson réconfortante sur le pouvoir de s'aimé". Suivi de la deuxième collaboration "Love Countdown" avec le rappeur sud-coréen Wonstein . C'est un morceau R&B et pop qui intègre des riffs de guitare "estivaux", des synthés et "un tempo doux". Ses paroles tournent autour de "Nayeon qui attend que quelqu'un admette ses sentiments pour elle. Cependant celui-ci prend son temps étant très timide. Elle demande alors à la personne à se dépêcher, tandis que le couplet de Wonstein fournit une excellente contrepartie en montrant la perspective de l'autre côté attendant qu'elle se rapproche de lui. C'est une piste amusante et ludique dont la leçon est que l'hésitation ne vous mènera pas très loin dans la poursuite de nos sentiments".
Le quatrième morceau "Candyfloss" a été co-composé et produit par Jade Thirlwall du girl group britannique Little Mix. C'est un morceau pop inspiré des années 1980 qui comprend des synthés et du saxophone. Certains critiques l'ont décrit comme "une extension de l'image que l'on se fait de Twice".
Cinquième morceau, "All Or Nothing", écrit par Nayeon. Il s'agit d'une chanson R&B qui conserve un son de synthétiseur "minimaliste et relaxant par rapport aux morceaux précédents". Nayeon a écrit le morceau lors d'une tournée avec Twice aux États-Unis. Il parle de toutes les choses qui l'ont aidée à surmonter les difficultés au cours de sa vie. Ses paroles montrent Nayeon chantant sur le fait d'entrer en relation "tout en combattant ses angoisses". Celui-ci est suivi de "Happy Birthday to You", un autre morceau R&B, décrit comme "intimiste et vibrant", plutôt que "un morceau glorieux et festif". Au niveau des paroles, il s'agit de "Nayeon chantent à quelqu'un à quel point les soucis et le stress sont omniprésents, mais il n'y a rien de mal à laisser les choses aller de temps en temps. Bien que les anniversaires soient souvent traités avec cynisme, elle refuse que de tels jours soient tout sauf spéciaux." Il est décrit comme un rappel à chacun, que ce soit votre anniversaire ou non, il n'y a rien de mal à prendre du temps pour soi". Le morceau de clôturent l'album, "Sunset", est une chanson relaxante et jazzy qui intègre l'utilisation d'instrument à cordes, un tempo doux, des claviers et une basse. Ses paroles tournent autour de Nayeon, qui "se console en regardant le coucher de soleil après une rupture".

## Réception critique
Sur Metacritic, media qui attribue une note normalisée sur 100 à ses critiques, Im Nayeon a reçu une note moyenne de 78 sur la base de 5 critiques, indiquant « des avis généralement favorables ».
Rhian Daly de NME attribue à l'album trois étoiles sur cinq en écrivant : « Le premier album solo de Nayeon contient de nombreuses degrée de lecture, notamment dans son titre. Que vous le considériez simplement comme le nom du chanteur ou comme une déclaration sans apostrophe de "Je suis Nayeon", cela ressemble à une introduction. Et, au fur et à mesure cette introduction, ce disque deviens chaleureux et accueillant - même s'il ne s'écarte pas trop de ce à quoi vous vous attendez ».
Beats Per Minute's a écrit « IM NAYEON - que vous vouliez le considérer comme une suite logique de la gargantuesque  discographie de Twice ou une entité à part - c'est un début très fort qui impressionne et vous donne envie de revenir en arrière pour rejouer encore une fois l'album. À la fois amusant et bien défini ».
Jesper L de Sputnik Music attribue à l'album quatre étoiles sur cinq, décrivant l'EP comme « une douceur brillante », écrivant, « c'est 20 minutes délicieuses de friandises sucrée, et tant que vous ne passez pas trop de temps à penser à les spécificités de ses ingrédients, vous vous retrouverez en train de savourer un délicieux moment ».
Uproxx inclut l'album dans sa liste des meilleurs albums pop de 2022. Privilégiant sa façon de mélanger la production pop avec divers genres, écrivant, « IM NAYEON a établi la norme pour ce qui est à venir et ce qu'il faut rechercher pour les futurs projets solo de Twice ».

### Palmarès
| Critique/Publication | Liste                                 | Rang | Ref.   |
| -------------------- | ------------------------------------- | ---- | ------ |
| Uproxx               | Les meilleurs albums pop de 2022      | -    | [ 1 ]  |
| Uproxx               | Les meilleurs albums de K-Pop de 2022 | -    | [ 26 ] |

## Performances commerciales
Avant sa sortie, Im Nayeon a comptabilisé plus de 500 000 précommandes, ce qui en fait le plus grand nombre de précommandes engendré par une soliste féminine en 2022. L'EP a fait ses débuts et a culminé au numéro 1 du classement sud-coréen des albums Gaon. Sur le Billboard 200 américain, l'EP a culminé au numéro 7, faisant de Nayeon la première soliste sud-coréenne à entrer dans le top 10 et l'acte féminin le plus vendu de l'année lors de sa sortie. Elle devient également la première artiste solo de K-pop à arriver en première position du classement Top Album Sales de Billboard. Au Japon, l'EP a atteint le numéro 7 du classement japonais des albums numériques  et le numéro 19 du classement japonais Hot Albums. En Europe, il apparaît dans les classements en Finlande, en Pologne, et au Royaume-Uni.
En août 2022, l'EP a reçu une certification Platine de la Korea Music Content Association (KMCA) pour avoir vendu plus de 250 000 unités en Corée du Sud.

## Liste des pistes
| 1.    | Pop!                                   | Lee Seu-ran          | Kenzie, LDN Noise, Ellen Berg                          | 2:48 |
| 2.    | No Problem (feat. Felix de Stray Kids) | Lewis Shay Jankel    | Lewis Shay Jankel                                      | 3:16 |
| 3.    | Love Countdown (feat. Wonstein)        | Nayeon, Wonstein     | earattack, Ronnie Icon, Willemijn May, eniac, Wonstein | 3:17 |
| 4.    | Candyfloss                             | Sim Eun-ji           | Jade Thirlwall, Rick Parkhouse, George Tizzard         | 3:01 |
| 5.    | All or Nothing                         | Nayeon               | Destiny Rogers, Carmen Reece, The Stereotypes          | 3:04 |
| 6.    | Happy Birthday to You                  | Jung Ho-hyun (e.one) | Jung Ho-hyun (e.one)                                   | 3:05 |
| 7.    | Sunset (노을만 예쁘다)                 | Park Woo-sang        | Park Woo-sang                                          | 3:13 |
| 21:46 |                                        |                      |                                                        |      |

## Crédits de l'album
Crédits adapté de Melon.

### Studios
- JYP Studios – enregistrement ( toutes pistes ), mixage ( pistes 2, 3 )
- Chapel Swing Studios – mixage
- Sound360 - mixage et mastering de musique dolby atmos
- 821 Son – masterisation

### Personnel
| - Nayeon - chant ( toutes pistes ), chœurs ( piste 2 ), parolier ( pistes 3, 5 ) - Isran - parolier ( piste 1 ) - Kenzie – composition ( piste 1 ) - Hayden Chapman – composition ( piste 1 ) - Greg Bonnick – composition ( piste 1 ) - Ellen Berg – composition ( piste 1 ) - LDN Noise – arrangement, tous les instruments ( piste 1 ) - Sophia Pae - chœurs ( pistes 1- 5 ) - Eunji Shim - directeur vocal ( piste 1, 4 ), ingénieur du son ( pistes 1, 4 ), parolier ( piste 4 ) - Felix de Stray Kids - artiste en featuring ( piste 2 ) - Lewis Shay Jankel - parolier, composition, arrangement ( piste 2 ) - Sam Carter - directeur vocal ( piste 2 ) - Earattack – directeur vocal ( pistes 2, 3, 5 ), composition ( piste 3 ), arrangement ( piste 3 ), tous les instruments ( piste 3 ), clavier ( piste 3 ) - Wonstein - artiste en featuring, chœurs, parolier, composition, montage vocal ( piste 3 ) - Ronnie Icon – composition ( piste 3 ) - Willemijn May – composition ( piste 3 ) - Eniac – composition, arrangement, tout instrumental, clavier ( piste 3 ) - Kim Jong-seong – guitare ( piste 3 ) - Jade Thirlwall – composition ( piste 4 ) - Rick Parkhouse – composition ( piste 4 ) - George Tizzard – composition ( piste 4 ) - Triangle rouge – arrangements ( piste 4 ) - Destiny Rogers – composition ( piste 5 ) - Carmen Reece – composition ( piste 5 ) - Jonathan Yip – composition ( piste 5 ) | - Ray Romulus – composition ( piste 5 ) - Jeremy Reeves – composition ( piste 5 ) - Ray Charles – composition ( piste 5 ) - McCullough II – composition ( piste 5 ) - Les Stéréotypes – arrangement ( piste 5 ) - Hohyun Jung (e.one) – parolier, composition, arrangement, clavier, directeur vocal ( piste 6 ) - Eunjin Kwon – refrain ( piste 6 ) - Park Woo-sang - parolier, composition, arrangement, directeur vocal, mixage ( piste 7 ) - Young (Jeong Jae-pil) – guitare ( piste 7 ) - Kwon Seok-hong – arrangement de cordes ( piste 7 ) - Yoo-ra Lee – refrain ( piste 7 ) - Kyung-Won Lee – montage numérique ( pistes 2, 5 ) - Hyejin Koo - enregistrement ( pistes 1, 2, 4, 6, 7 ) - Tony Maserati – mixage ( piste 1 ) - David K. Younghyun – mixage ( piste 1 ) - Sangyeob Lee – enregistrement ( piste 2 ) - Taeseop Lee – mixage ( piste 2, 3, 6 ) - Gyeongwon Lee, – montage numérique ( piste 3 ) - Byunghyun Hong – montage vocal ( piste 3 ) - Sehee Um – enregistrement ( pistes 3, 5 ) - Byunghyun Hong – enregistrement ( piste 3 ) - Hong-Jin Lim – mixage ( pistes 4, 5 ) - Haneul Lee - Ingénieur de mixage immersif ( piste toutes pistes ) - Jung-Hoon Choi – Ingénieur de mixage immersif ( toutes pistes ) - Namwoo Kwon – mastering ( toutes pistes ) |

## Classements
| Classement (2022)                     | Meilleur place |
| ------------------------------------- | -------------- |
| Australian Digital Albums (ARIA)      | 21             |
| Australian Hitseekers Albums (ARIA)   | 2              |
| Canadian Albums (Billboard)           | 54             |
| Finlande (Suomen virallinen lista)    | 25             |
| Japon (Oricon)                        | 6              |
| Japanese Digital Albums (Oricon)      | 7              |
| Japanese Hot Albums (Billboard Japan) | 19             |
| Pologne (ZPAV)                        | 38             |
| South Korean Albums (Gaon)            | 1              |
| UK Album Downloads (OCC)              | 69             |
| US Billboard 200                      | 7              |
| US World Albums (Billboard)           | 1              |

| Classement (2022)            | Peak position |
| ---------------------------- | ------------- |
| Japanese Albums (Oricon)     | 23            |
| South Korean Albums (Circle) | 3             |

| Classement (2022)            | Position |
| ---------------------------- | -------- |
| South Korean Albums (Circle) | 32       |

## Certifications et ventes
| Région            | Certification | Ventes/Streams |
| ----------------- | ------------- | -------------- |
| Japon (RIAJ)      |               | 16 366         |
| États-Unis (RIAA) |               | 52 000         |
| Corée du Sud KMCA | Platine x 2   | 544 265        |

## Historique des sorties
| Région     | Date             | Format(s)            | Label        | Ref.   |
| ---------- | ---------------- | -------------------- | ------------ | ------ |
| Divers     | 24 juin 2022     | CD digital streaming | JYP Republic | ,      |
| États-Unis | 18 novembre 2022 | Vinyle               | JYP Republic | [ 51 ] |